# Reserva índia Tule River
Els indis Tule River de la Reserva índia Tule River és una tribu reconeguda federalment d'amerindis dels Estats Units. Las Reserva índia Tule River és el nom de la reserva tribal, situada al comtat de Tulare (Califòrnia). La tribu està formada per yokuts, Mono occidental, i tübatulabal.
El registre tribal recull aproximadament 850 individus.

## Història
Durant centenars d'anys, aquesta àrea era habitada per diversos pobles indígenes. Les tribus històriques trobades pels europeus a l'àrea durant el contacte foren els Yokuts, Mono i tübatulabal. L'àrea fou colonitzada inicialment per espanyols i després mexicans, i després de la Intervenció nord-americana a Mèxic de 1848 per europeus americans.
Després de la guerra dels indis Tule River de 1856 es va establir una granja depenent de l'Agència Tejon el 1858 a la base de turons, prop de l'actual ciutat de Porterville. La granja tenia 5,2 kilòmetres quadrats a la Forquilla sud del riu Tule. En 1860 Thomas Madden, un empleat del servei indi, va guanyar el títol personal de la granja Tule River mitjançant l'ús d'ordres d'escoles estatals. El govern federal va llogar la granja Madden Tule River i va pagar 1.000 $ per any.
En 1864 la granja Tule River va esdevenir la reserva Tule River, un dels quatre reserves indígenes autoritzades pel Congrés. Quan els Estats Units van derrotar els indis de la vall d'Owens el 1863 els van traslladar a la reserva, i la població gairebé es va duplicar. En 1864 la població va estar conformada per 450 indis Tule River i 350 indis del riu Owens, que es va traslladar allí des Fort Tejon.
Els colons al voltant de la creixent ciutat de Porterville començaren a exigir la retirada de la granja Tule River Farm a un lloc més llunyà. ElsaAgents indis reclamaven proporcionar als indis una llar més permanent. Alguns també van argumentar la necessitat de separar els indis d'individus sense escrúpols que van ingressar a la reserva per convèncer els indis de comprar licor barat. Com a resultat es va establir la Reserva Tule River el 1873 mitjançant l'Ordre Executiva Presidencial d'Ulisses S. Grant com llar de les bandes del Tule River, Kings River, Owens River, Monache Cajon i altres bandes disperses.
Mentre que els Tule River inclou membres mono i tübatulabal, la majoria de la tribu són yokuts. Tradicionalment les 60 tribus yokut vivien al centre sud de Califòrnia, a l'est de Porterville. A finals del segle xix la seva població es va reduir en un 75% a causa de les guerres i les malalties introduïdes pels europeus. Els yokuts supervivents s'uniren a la Reserva Tule River, incloent-ne la banda Wukchumni. En 1917 alguns Kitanemuk vivien també a la reserva.

## Govern
La tribu va ratificar la seva constitució tribal actual el 15 de gener de 1936, modificat per darrer cop en 1974. Llur consell tribal és elegit democràticament i inclou un President, Vicepresident, Secretari i Tresorer i cinc membres. El Consell Tribal Tule River es compon de nou membres.

## Reserva
La reserva Tule River fou establida en 1873 by a US Executive Order in the foothills of the Sierra Nevada Mountains. Està al sud de Fresno i al nord de Bakersfield. Ocupa 55.356 acres i hi viuen 566 membres de la tribu.

## Història oral
Moltes de les històries contades pels ancians de la reserva índia Tule River s'han transmès de generació en generació. Gairebé totes aquestes històries reflecteixen les formes de vida de les tribus Tule River. No obstant això, totes les històries porten un fort missatge als joves i adults a la regió. Alguns fets històrics significatius sobre aquestes històries venen de Painted Rock. Aquesta és una formació situada al costat del riu Tule, a la reserva.
- Painted Rock  Arxivat 2011-07-21 a Wayback Machine.
- Coiot i la Lluna  Arxivat 2011-10-08 a Wayback Machine.
- Coiot i el Sol  Arxivat 2011-10-08 a Wayback Machine.
- Peu Gran, l'home pelut  Arxivat 2011-10-08 a Wayback Machine.
- Soda Springs  Arxivat 2011-10-08 a Wayback Machine.